# Danuta Bredy-Brzuchowska

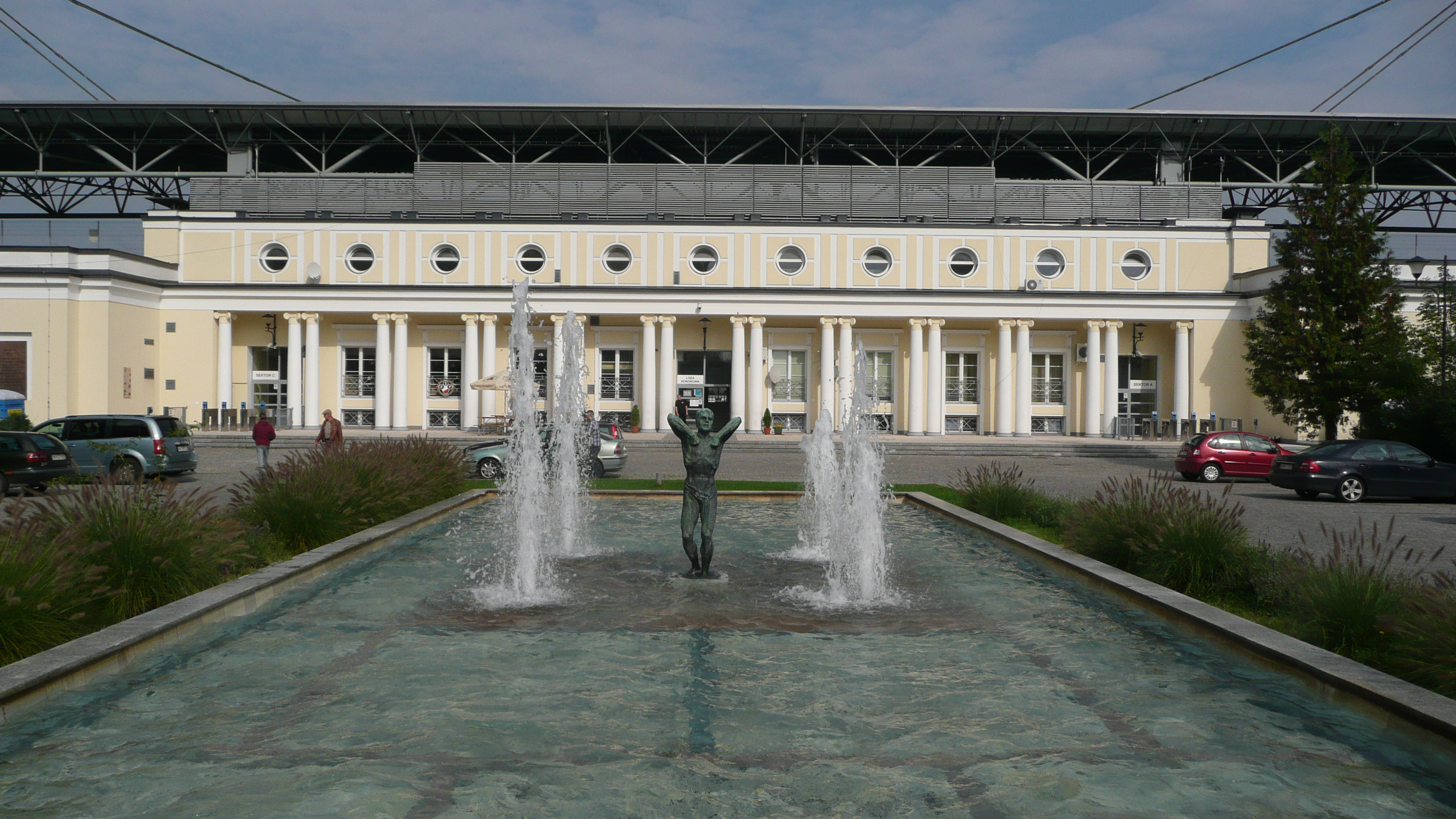
Wielofunkcyjny pawilon przystadionowy klubu Polonia Warszawa, fot. 2010

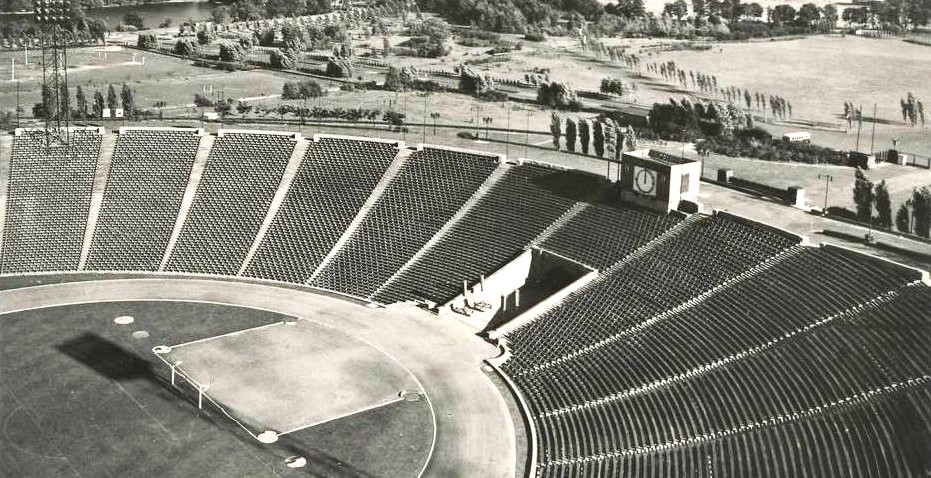
Stadion Śląski, fot. ok. 1957

Danuta Bredy-Brzuchowska (ur. 13 października 1917, zm. 10 stycznia 1996) – polska architektka specjalizująca się w projektowaniu obiektów sportowych.

## Życiorys
Ukończyła studia na Wydziale Architektury Politechniki Lwowskiej. W 1940 uzyskała dyplom inżyniera architekta. Już podczas studiów uczestniczyła w pracach konkursowych zespołów projektowych.
Wyszła za mąż za poznanego na uczelni Juliana Brzuchowskiego – architekta, sędziego piłkarskiego i działacza sportowego, z którym w 1947 przyjechała do Warszawy. Pod jego kierunkiem wyspecjalizowała się w projektowaniu obiektów sportowych. Pierwszym dziełem obojga był projekt gruntownej przebudowy zabudowań klubowych Polonii Warszawa, m.in. trybuny głównej stadionu. Po kilku latach prac budowlanych, przebiegających z opóźnieniami, kompleks został ukończony w 1954. Innymi ważnymi obiektami sportowymi, które współprojektowała były Stadion Śląski w Chorzowie, stołeczna Hala Torwar i zespół basenów warszawskich ośrodków wypoczynku „Wisła”.
Od 1947 należała do Stowarzyszenia Architektów Rzeczypospolitej Polskiej (SARP), późniejszego Stowarzyszenia Architektów Polskich. Była członkinią Oddziału Warszawskiego. W 1960 została wyróżniona Srebrną Odznaką SARP. W 1980 przyznano jej status „architekta twórcy”.
Po śmierci spoczęła obok męża w grobie rodzinnym na cmentarzu Północnym w Warszawie (kwatera W-11-7, rząd 7, grób 13.

### Nagroda
W 1997 otrzymała pośmiertnie nagrodę pn.  Polski Cement w Architekturze, którą przyznano za I etap modernizacji Stadionu Śląskiego zespołowi autorskiemu  w składzie: Zdzisław Pelczarski, Wiesław Niewiadomski, Marzanna Andrzejewska, Damian Zwarycz, Danuta Bredy-Brzuchowska, Teodor Badora i Helena Więcorek.

## Dokonania
- Przebudowa obiektów Klubu Sportowego Polonia Warszawa (1949–1954) – współautor: Julian Brzuchowski
- Stadion Śląski w Chorzowie (1951–1956) – współautor: Julian Brzuchowski
- Biurowiec Stalexportu w Warszawie przy ul. Nowogrodzkiej 22 (1952–1953) – współautor: Julian Brzuchowski
- Hala Torwar w Warszawie przy ul. Łazienkowskiej 6A  (1953–1957) – współautor: Julian Brzuchowski
- Pływalnia KS Kolejarz w Warszawie (1955) – współautor: Julian Brzuchowski[6]
- Zespół basenów Wisła w Warszawie przy ul. Wał Miedzeszyński 407 (1971) – współautor: Julian Brzuchowski

### Konkursy
- Projekt typów dworców autobusowych (1939) – autor: Juliusz Brzuchowski, współpraca: Danuta Bredy i Adam Kühnel (zakupiony – typ dworca mniejszego)
- Projekt stadionu międzydzielnicowego na Pradze w Warszawie (1954) – współautorzy: Julian Brzuchowski, Józef Łowiński, Jan Mariański i Leonard Tomaszewski (II nagroda równorzędna)
- Projekt hali sportowo-widowiskowej w Szczecinie (1958) – współautorzy: Julian Brzuchowski i Wacław Piziorski (zwrot kosztów)
- SARP nr 300 – Projekt Szkoły Głównej Gospodarstwa Wiejskiego na Ursynowie w Warszawie (1960) – współautorzy:  Julian Brzuchowski i Władysław Niemirski (wyróżnienie – I etap)